# Liste der Biografien/Schnee
Liste der Biografien |
Portal Biografien |
Personensuche
# |
A |
B |
C |
D |
E |
F |
G |
H |
I |
J |
K |
L |
M |
N |
O |
P |
Q |
R |
S |
T |
U |
V |
W |
X |
Y |
Z |
?
 
Sa |
Sb |
Sc |
Sd |
Se |
Sf |
Sg |
Sh |
Si |
Sj |
Sk |
Sl |
Sm |
Sn |
So |
Sp |
Sq |
Sr |
Ss |
St |
Su |
Sv |
Sw |
Sy |
Sz
 
Sca–Sce |
Sch |
Sci–Scz
 
Scha |
Schc |
Schd |
Sche |
Schg |
Schi |
Schj |
Schk |
Schl |
Schm |
Schn |
Scho |
Schp |
Schr |
Schs |
Scht |
Schu |
Schv |
Schw |
Schy
 
Schna |
Schne |
Schni |
Schno |
Schnu |
Schny
 
Schneb |
Schnec |
Schned |
Schnee |
Schneg |
Schneh |
Schnei |
Schnek |
Schnel |
Schnep |
Schner |
Schnet |
Schneu |
Schnew |
Schney |
Schnez
Die Liste der Biografien führt alle Personen auf, die in der deutschsprachigen Wikipedia einen Artikel haben. Dieses ist eine Teilliste mit 111 Einträgen von Personen, deren Namen mit den Buchstaben „Schnee“ beginnt.

## Schnee
- Schnee, Ada (1872–1969), deutsch-britische Autorin
- Schnee, Adalbert (1913–1982), deutscher Marineoffizier, U-Boot-Kommandant im Zweiten Weltkrieg
- Schnee, Andreas, österreichischer Pianist, Komponist und Musikpädagoge
- Schnee, Bendix Johan, dänischer Goldschmied
- Schnee, Charles (1916–1963), US-amerikanischer Drehbuchautor und Filmproduzent
- Schnee, Christoph (* 1972), deutscher Musiker, Schauspieler und Regisseur
- Schnee, Elmar (* 1959), Schweizer Manager
- Schnee, Gotthilf Heinrich (1761–1830), deutscher Pfarrer und Schriftsteller
- Schnee, Hans, Büchsengießer
- Schnee, Heinrich (1871–1949), deutscher Jurist, Kolonialbeamter, Politiker (NSDAP), MdR, Schriftsteller und VerbandsfunktionärHeinrich Schnee (1871–1949)

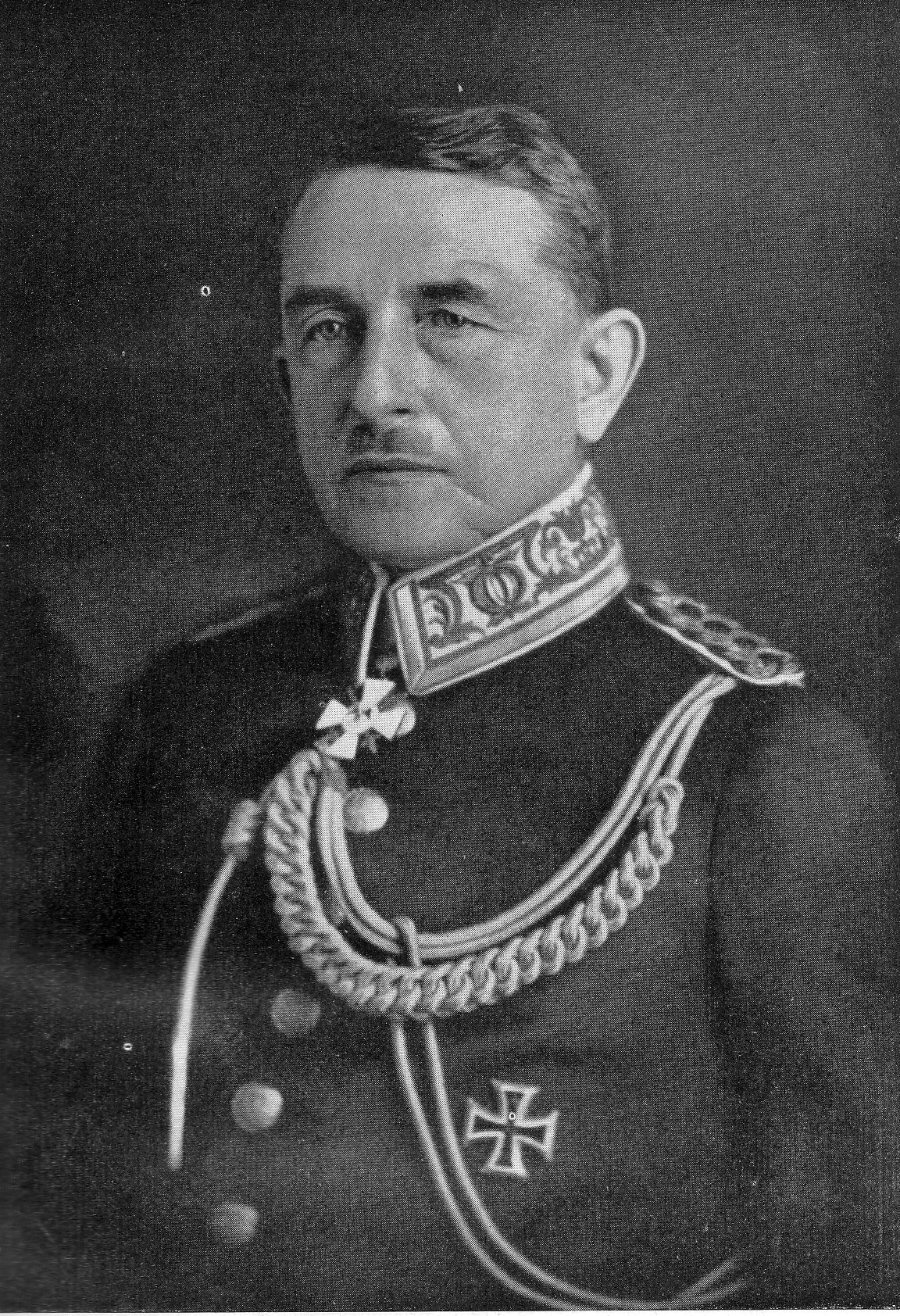
Heinrich Schnee (1871–1949)

- Schnee, Heinrich (1895–1968), deutscher Historiker und Gymnasiallehrer
- Schnee, Hermann (1840–1926), deutscher Maler und Jurist
- Schnee, Walter (1885–1958), deutscher Mathematiker
- Schnee, Wilhelm (1908–1978), deutscher Jurist und Landrat

### Schneeb
- Schneebauer, Martin, österreichischer Naturbahnrodler
- Schneebauer, Niko (* 1998), österreichischer Fußballspieler
- Schneebauer, René (* 1998), österreichischer Fußballspieler
- Schneebauer, Richard (* 1972), österreichischer Soziologe, Autor, Trainer und Vortragsredner
- Schneebaum, Tobias (1922–2005), US-amerikanischer Autor und Anthropologe
- Schneebeli, Gustav A. (1853–1923), deutschamerikanischer Politiker
- Schneebeli, Heinrich (1849–1890), Schweizer Physiker
- Schneebeli, Herman T. (1907–1982), US-amerikanischer Politiker
- Schneebeli, Sabina (* 1963), Schweizer Schauspielerin
- Schneebeli, Salome (* 1962), Schweizer Tänzerin, Choreografin und Künstlerin
- Schneebeli, Sandro (* 1974), Schweizer Jazzmusiker (Gitarre, Komposition) und Musikproduzent
- Schneebeli, Werner (* 1942), Schweizer Texter, vor allem im Bereich Weihnachtslieder
- Schneeberg, Carl (1894–1946), deutscher Pädagoge, Verwaltungsbeamter und Politiker (SPD)
- Schneeberger, Anna (* 1999), österreichische Taekwondoin
- Schneeberger, Anton (1530–1581), Schweizer Botaniker und Arzt
- Schneeberger, Arthur (* 1948), österreichischer Bildungs- und Arbeitsmarktforscher
- Schneeberger, Bernhard (1945–2015), deutscher Musikwissenschaftler, Geschäftsmann und Gründer des Agenda Verlags in Münster
- Schneeberger, Daniela (* 1967), Schweizer Politikerin (FDP)
- Schneeberger, Diknu (* 1990), österreichischer Musiker
- Schneeberger, Eduardo (1911–1992), chilenischer Fußballspieler
- Schneeberger, Erich (* 1950), deutscher Kaufmann, Funktionär im Verband der deutschen Sinti und Roma
- Schneeberger, Friedrich (1843–1906), Schweizer Gesangslehrer, Musikverleger und Komponist
- Schneeberger, Gisela (* 1948), deutsche Schauspielerin und KabarettistinGisela Schneeberger (* 1948)

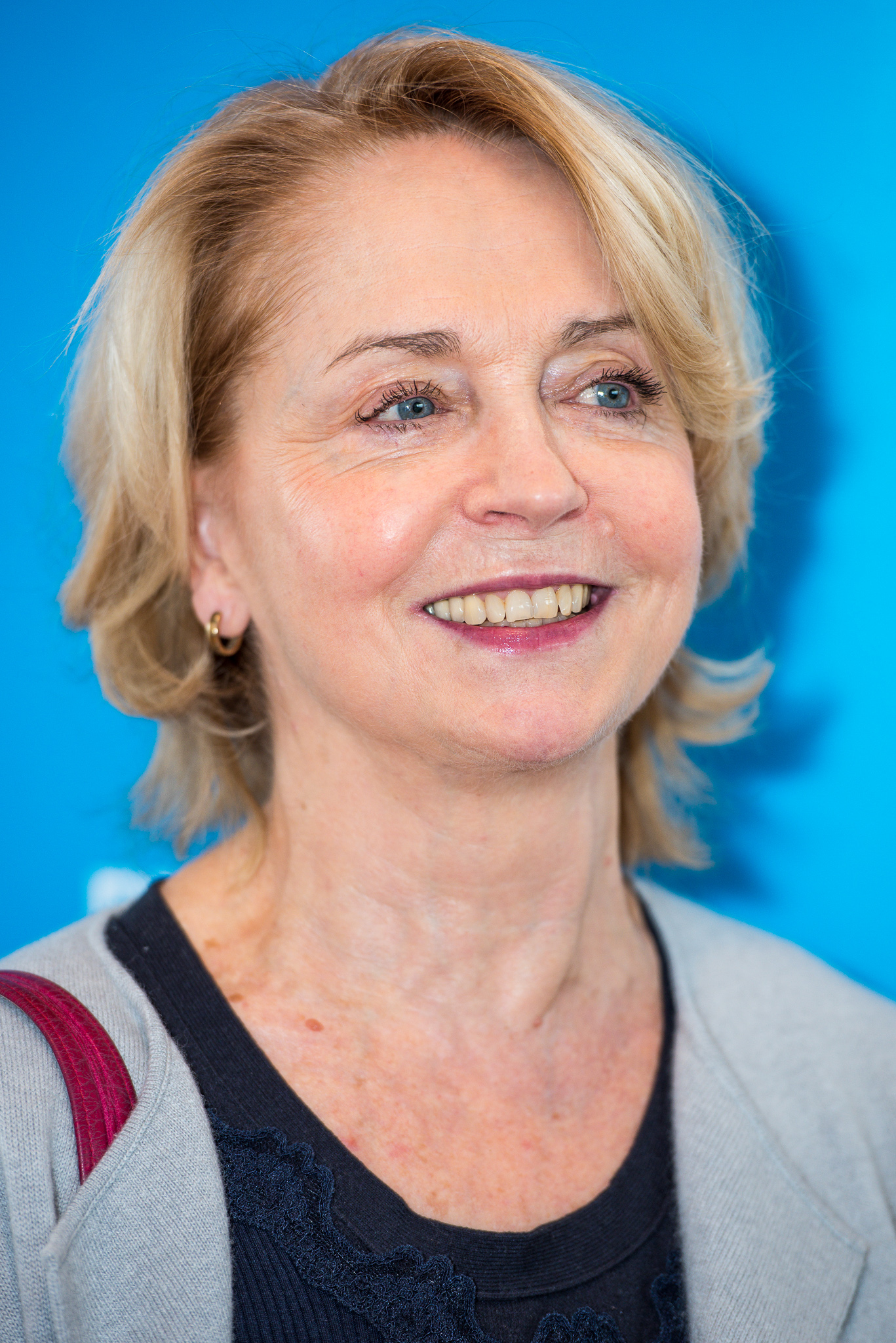
Gisela Schneeberger (* 1948)

- Schneeberger, Guido (1927–2002), Schweizer Philosoph
- Schneeberger, Hans (1895–1970), österreichisch-deutscher Kameramann
- Schneeberger, Hansheinz (1926–2019), Schweizer Geiger
- Schneeberger, Jacob Ernst, deutscher Maler
- Schneeberger, Joschi (* 1957), österreichischer Musiker
- Schneeberger, Josef (1909–1982), deutscher Jurist und Regierungspräsident in Münster (Westfalen)
- Schneeberger, Katrin (* 1967), Schweizer Wirtschaftsgeografin und Direktorin des Bundesamts für Umwelt BAFU
- Schneeberger, Klaus (* 1950), österreichischer Politiker (ÖVP), Landtagsabgeordneter
- Schneeberger, Marc (* 1981), Schweizer Leichtathlet
- Schneeberger, Mario (* 1935), Schweizer Jazzmusiker
- Schneeberger, Michael (1949–2014), deutscher Heimatforscher
- Schneeberger, Mike (* 1962), US-amerikanischer Curler
- Schneeberger, Noah (* 1988), Schweizer Eishockeyspieler
- Schneeberger, Paul (* 1968), Schweizer Historiker, Raumplaner und Autor
- Schneeberger, Peter (* 1972), österreichischer Journalist und Fernsehmoderator
- Schneeberger, Pius (1892–1969), österreichischer Politiker (SdP, SPÖ), Abgeordneter zum Nationalrat
- Schneeberger, Rosina (* 1994), österreichische Skirennläuferin
- Schneeberger, Werner, Schweizer Sportschütze
- Schneebiegl, Rolf (1924–2004), deutscher Musiker

### Schneed
- Schneede, Marina (* 1936), deutsche Kunsthistorikerin
- Schneede, Uwe M. (* 1939), deutscher Kunsthistoriker, Kurator und Hochschullehrer

### Schneeg
- Schneegans, Carl August (1835–1898), französisch-deutscher Journalist und Politiker, Mitglied der Nationalversammlung (Frankreich), MdR
- Schneegans, Ferdinand (1820–1901), deutscher Jurist und Politiker
- Schneegans, Heinrich (1863–1914), deutscher Romanist
- Schneegans, Ludwig (1812–1858), elsässischer Historiker und Archivar
- Schneegans, Marianne (1904–1997), deutsche Malerin und Kinderbuchillustratorin
- Schneegaß, Christian (* 1966), deutscher Fotokünstler und Herausgeber
- Schneegaß, Cyriacus (1546–1597), evangelischer Pfarrer und Kirchenlieddichter
- Schneegass, Klaus-Peter (* 1962), deutscher Komponist und Autor
- Schneege, Werner (1954–1974), deutscher Grenzsoldat, Todesopfer an der innerdeutschen Grenze
- Schneegluth, Hans-Otto (1932–2013), deutscher Heimatforscher, Chronist und Gewerkschafter

### Schneeh
- Schneehagen, Christian (1891–1918), deutscher Student und Offizier

### Schneel
- Schneeli, Gustav (1872–1944), Schweizer Kunsthistoriker, Diplomat, Genealoge und Maler
- Schneeloch, Dieter (* 1941), deutscher Wirtschaftswissenschaftler
- Schneeloch, Walter (* 1947), deutscher Sportfunktionär
- Schneeloch, Yvonne (* 1977), deutsche Basketballspielerin

### Schneem
- Schneeman, Tom (1942–2021), US-amerikanischer Basketballtrainer
- Schneemann, Carolee (1939–2019), US-amerikanische KünstlerinCarolee Schneemann (1939–2019)

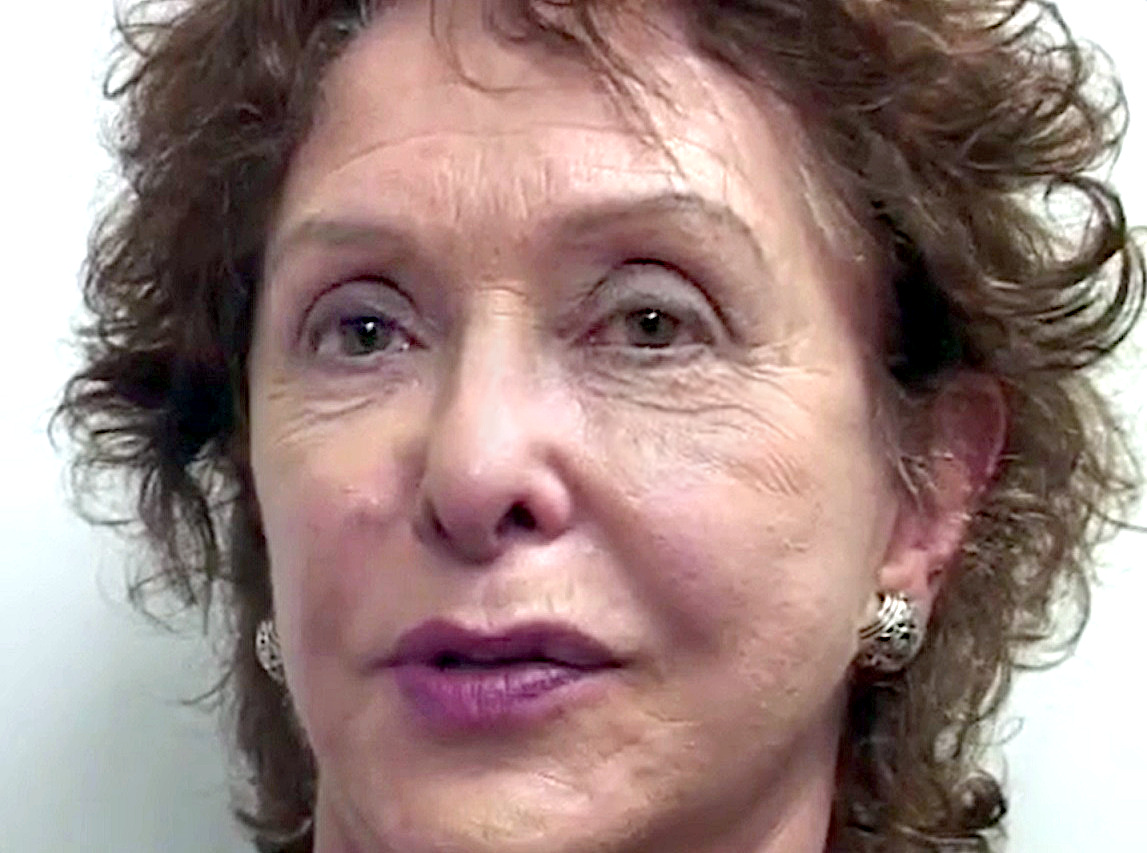
Carolee Schneemann (1939–2019)

- Schneemann, Gerhard (1829–1885), deutscher katholischer Theologe und Historiker, Jesuit
- Schneemann, Hubert (* 1952), deutscher Krankenhausapotheker
- Schneemann, Klaus (* 1944), deutscher Brigadegeneral des Heeres der Bundeswehr
- Schneemann, Leonhard (* 1968), österreichischer Politiker (SPÖ)
- Schneemann, Theodor (1873–1958), deutscher Politiker (CDU), MdL
- Schneemann, Wilhelm, deutscher SA-Führer
- Schneemelcher, Wilhelm (1872–1928), deutscher evangelischer Theologe
- Schneemelcher, Wilhelm (1914–2003), deutscher Theologe und Kirchenhistoriker

### Schneer
- Schneer, Alexander (1814–1855), deutscher Jurist und Politiker
- Schneer, Charles H. (1920–2009), US-amerikanischer Filmproduzent
- Schneersohn, Fischl (1887–1958), russisch-israelischer Rabbiner, Arzt, Schriftsteller jiddischer Sprache und Sozialaktivist
- Schneersohn, Joseph Isaac (1880–1950), Oberrabbiner der Lubawitscher
- Schneersohn, Menachem Mendel (1789–1866), orthodoxer Rabbiner
- Schneersohn, Schmuel (1834–1882), orthodoxer Rabbiner, vierter Rebbe der chassidischen Bewegung Chabad Lubawitsch
- Schneerson Mishkovsky, Zelda (1914–1984), israelische Dichterin und Schriftstellerin
- Schneerson, Menachem Mendel (1902–1994), Oberrabbiner der LubawitscherMenachem Mendel Schneerson (1902–1994)

Menachem Mendel Schneerson (1902–1994)

- Schneerson, Rachel (* 1932), israelische Bakteriologin und Immunologin

### Schneev
- Schnéevoigt, Georg (1872–1947), finnischer Dirigent, Komponist und Cellist
- Schnéevoigt, George (1893–1961), dänischer Kameramann und Filmregisseur

### Schneew
- Schneeweis, Edmund (1886–1964), deutscher Slawist und Hochschullehrer
- Schneeweis, Monika (1955–2023), deutsche Schönheitskönigin und Fotomodell
- Schneeweiß, Burkhard (* 1931), deutscher Pädiater, MdV (CDU)
- Schneeweiss, Carl (1745–1826), Salzburger Kupferstecher und Maler
- Schneeweiß, Carl (1808–1887), deutscher katholischer Geistlicher, Mitglied des Preußischen Landtages
- Schneeweiß, Christian (* 1980), deutscher Schauspieler
- Schneeweiss, Franz (1831–1888), österreichisch-amerikanischer Theologe, Organist, Chorleiter und Komponist
- Schneeweiß, Franz (1926–1982), österreichischer akademischer Maler und Bildhauer
- Schneeweiß, Hans (1933–2021), deutscher Wirtschaftswissenschaftler
- Schneeweiß, Heinrich G. (* 1930), österreichischer Schriftsteller und Übersetzer
- Schneeweiß, Josef (1913–1995), österreichischer Mediziner, Sozialdemokrat, Interbrigadist und KZ-Häftling
- Schneeweiss, Karol (1953–2015), deutscher Filmemacher
- Schneeweiss, Manuel (* 1986), österreichischer American-Football-Spieler
- Schneeweiss, Martin (1907–1947), österreichischer Motorradsportler
- Schneeweiß, Simon († 1545), deutscher evangelischer Theologe und Reformator
- Schneeweiß, Ulrich (1923–2023), deutscher Mikrobiologe und Immunologe
- Schneewind, Klaus (* 1939), deutscher Psychologe